# Ópera Estatal de Hesse

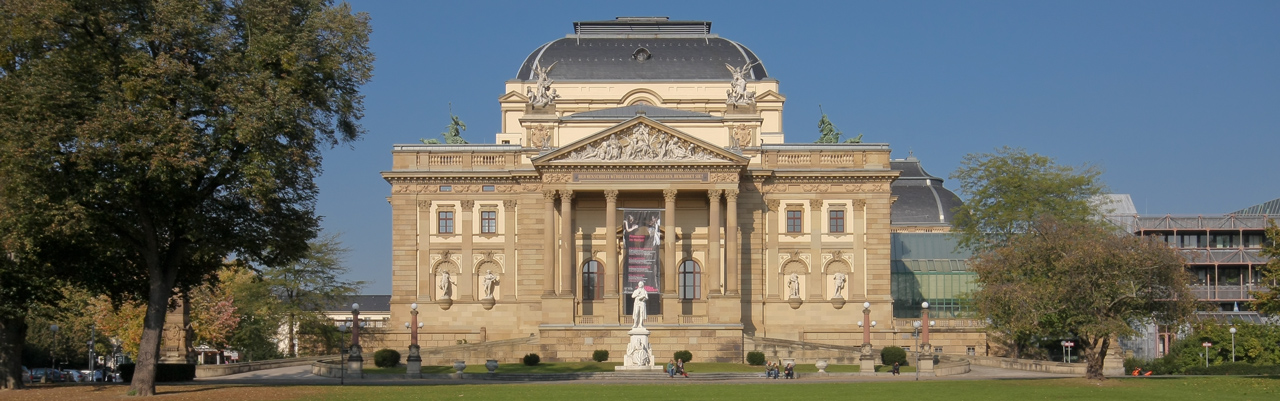

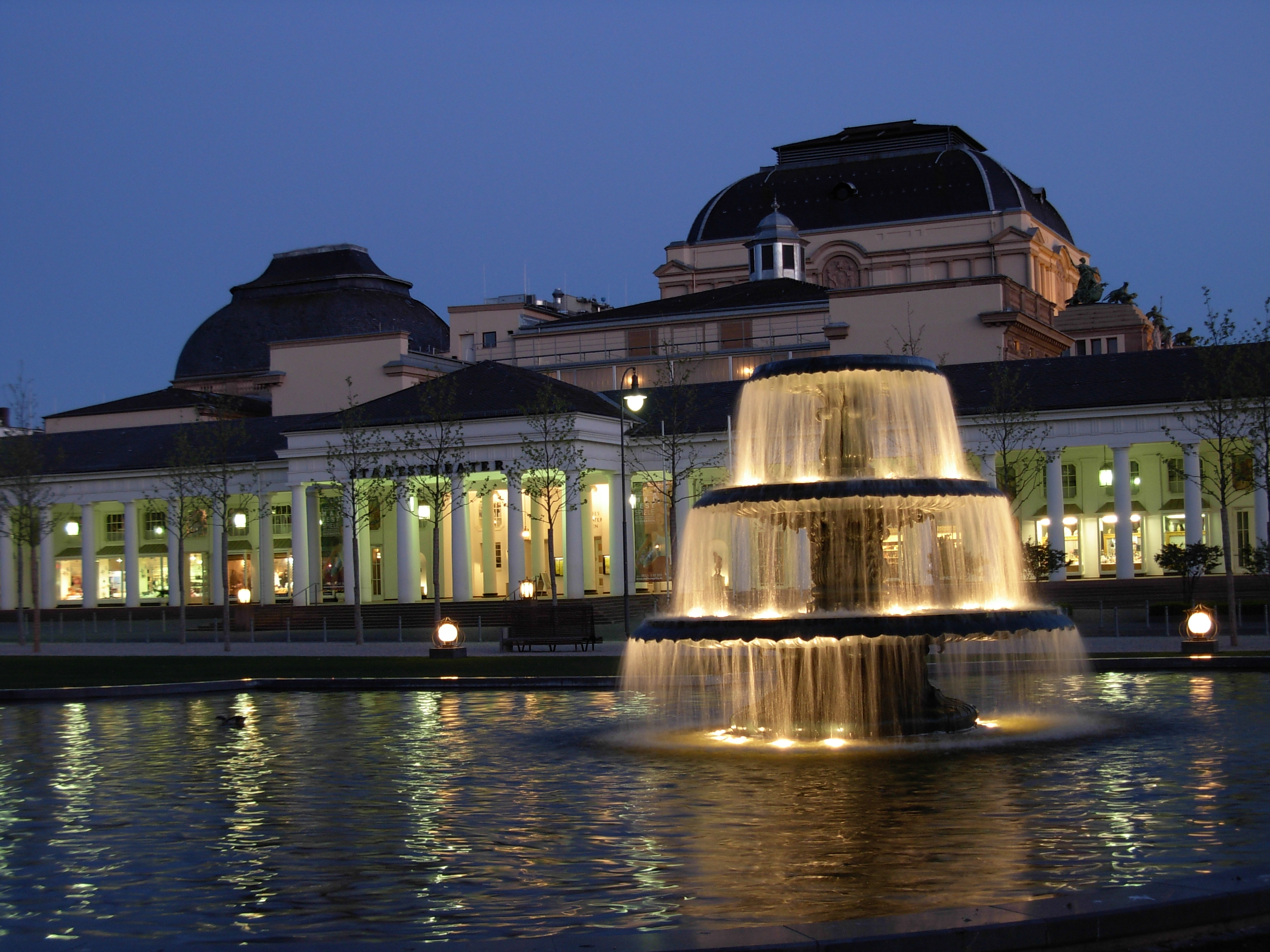

Opera Estatal de Hesse (Hessisches Staatstheater) es el edificio que alberga la ópera, teatro, ballet y orquesta estatal de la ciudad de Wiesbaden en Hesse, Alemania. El teatro se fundó originalmente en 1894 como "Neues königliches Hoftheater", y tiene su sede en un edificio diseñado por los arquitectos vieneses Fellner und Helmer.
La sala mayor tiene capacidad para 1041 personas sentadas.